# Alzaška vinska cesta
Alzaška vinska cesta (francosko la route des vins d'Alsace) je ena najstarejših turističnih poti v Franciji. Ustanovljena je bila leta 1953. Dolga je 170 km in je speljana med vinogradi Alzacije v departmajih Spodnji Ren in Zgornji Ren. Njen emblem je zlat grozd z vinskim kozarcem.

## Geografija
Alzaška vinska cesta poteka povsem v smeri sever–jug ob vznožju Vogezov po zahodnem robu Zgornjega Rena in na jugu nadaljuje 18 let starejšo nemško vinsko cesto. Vinogradi s skupno površino 14.500 ha so na obeh straneh ceste v pasovih, širokih en do tri kilometre.
Cesto sestavljajo manjše podeželske ceste in avtocesta (A 35) in je speljana mimo 67 od 119 alzaških vinskih krajev ter 49 od 51 alzaških vinogradov grand cruja.

## Zgodovina turizma
30. maja 1953 je bila cesta odprta za turizem z dvema konvojema avtomobilov: en konvoj se je začel na severnem koncu alzaške vinske regije v Marlenheimu in drugi na južnem koncu v Thannu in se odpeljal proti drugemu. Bilo je več degustacij in turističnih obiskov. Kljub slabemu vremenu so regionalni novinarji dogodek označili kot uspešen začetek alzaške vinske ceste.
V drugi polovici 20. stoletja se je zaradi izboljšane infrastrukture povečalo število obiskovalcev in je postala zelo priljubljena. Združenje za turizem je v svojem oglasu navajalo program, ki povezuje pitje vina in značilno kulinariko z bivanjem v urejenih vaseh s slikovitimi hišami predalčne lesene gradnje, obiskom okoliških gradov, obiskovanjem muzejev umetnosti in kulture. Poseben vinski muzej je tudi v Kientzheimu.
Med glavno turistično sezono (julij, avgust) so ulice prenatrpane, težko je najti prosto sobo, prostor v gostinskih lokalih ter parkirni prostor predvsem v južnih krajih, ki niso prilagojeni množičnemu turizmu. Na primer Riquewihr, mesto s popolnoma ohranjenim srednjeveškim mestnim predelom z okoli 1000 prebivalci, se vsako leto spopade z več kot milijonom turistov. Zaradi tega je kuhinja manj kakovostna in pristna (foie gras, čebulno pecivo in kislo zelje, pripravljeno in uvoženo).
Jesen je obdobje za degustacije. Več kleti ponuja mlado vino (vin nouveau), vendar pa so vinogradi zaradi obiranja le delno dostopni. Zima je najtišji čas za obiske več kot 300 kleti (po dogovoru) in kulturnih obiskov, vendar so v manjših krajih nekatere kleti zaprte.
50 vinskih festivalov je vsako leto od aprila do novembra s paradami in pokušino vina v vaseh. V Colmarju je vsako leto sredi avgusta pomemben vinski sejem skupaj z umetnostnimi razstavami in koncerti . Manjši regionalni vinski sejmi so tudi ponekod drugod ob vinski cesti, na primer v Molsheimu, Obernaiu, Barru, Rouffachu (ekološka kmetija) in Guebwillerju.
Po Alzaciji so na voljo izleti za skupine in organizirane degustacije, ki jih vodi Vinogradniška zveza; po dogovoru pa je za posamezne obiskovalce odprtih tudi veliko manjših kleti. Skozi vinograde lokalnih vinogradnikov vodi 46 vinskih pešpoti, kar 26 poti ima informacijske table, ki so dostopne vse leto, razen med trgatvijo v septembru in oktobru.

## Vinarstvo
Na obeh straneh cesti raste sedem sort grozdja:
- rizling, okoli 23 % vinogradov,
- beli pinot, približno 21 %,
- traminec, približno 16 %,
- sivi pinot, približno 12 %,
- silvanec, približno 10 %,
- modri pinot je edina sorta rdečega grozdja, okoli 9 %, in
- muškat, 3 %.

Na preostalih 6 % površine so auxerrois, chasselas in osamljeni poskusi redkih sort (na primer klevener v Klevenerju v Heiligensteinu).
Od 50 območij za grand cru v Alzaciji le dve, Altenberg de Wolxheim in Engelberg, nista neposredno ob alzaški vinski cesti.

## Vasi ob vinski cesti
Občine od severa do juga ležijo ob alzaški vinski cesti. Štiri kraji (Mittelbergheim, Eguisheim, Hunawihr in Riquewihr) so razglašeni kot najlepše vasi v Franciji (les plus beaux villages de France).
Dve od teh skupnosti (Obernai in Thann) pa spadata k najlepšim obvozom v Franciji (les plus beaux détours de France).

### Departma Spodnji Ren
- Marlenheim (severna "vrata na vinski cesti", grand cru steinklotz)
- Wangen (srednjeveška trdnjava z dvema stolpoma)
- Westhoffen
- Traenheim
- Balbronn
- Bergbieten (grand cru altenberg)
- Dangolsheim
- Soultz-les-Bains
- Avolsheim (cerkev Dompeter)
- Molsheim (zgodovinsko univerzitetno mesto, grand cru bruderthal)
- Mutzig (srednjeveška utrdba)
- Dorlisheim
- Rosheim (srednjeveško mestno obzidje, romanska cerkev svetega Petra in Pavla)
- Boersch (srednjeveška utrdba, renesančna mestna hiša in vodnjak)
- Ottrott (ruševine Lützelburg in Rathsamhausen, Heidenmauer)
- Obernai (najpomembnejše turistično središče v Spoodnejm Renu ob vznožju gore svet Otilije, renesančna arhitektura)
- Bernardswiller
- Heiligenstein (ruševine gradu Landsberg)
- Barr (grand cru kirchberg)
- Mittelbergheim (grand cru zotzenberg)
- Andlau (tri vrste prvovrstnega vina: kastelberg, moenchberg, wiebelsberg; samostanska cerkev, gradova Spesbourg in Hoh Andlau)
- Eichhoffen
- Itterswiller (stara rimska cesta)
- Nothalten (grand cru muenchberg)
- Blienschwiller (grand cru winzenberg)
- Dambach-la-Ville (srednjeveško mestno obzidje, grand cru frank, ruševine gradu Bernstein)
- Scherwiller (ruševine Ortenbourga in Ramsteina)
- Châtenois (srednjeveška utrdba)
- Kintzheim (ruševine gradu, živalski vrt, grand cru praelatenberg)
- Orschwiller (grad Haut-Koenigsbourg)

### Departma Zgornji Ren
- Saint-Hippolyte (ob vznožju Hohkönigsburga)
- Rodern (regija modrega pinota, grand cru gloeckelberg)
- Rorschwihr
- Bergheim (trdnjava, grands crus altenberg in kanzlerberg)
- Ribeauvillé (turistično središče s tremi prvovrstnimi vrstami vina (geisberg, kirchberg, osterberg) in trije gradovi)
- Hunawihr (grand cru rosacker)
- Zellenberg (grand cru froehn)
- Riquewihr (jedro turizma s popolnoma ohranjenim srednjeveškim mestnim predelom, dva grand cruja schoenenbourg in sporen)
- Beblenheim (grand cru sonnenglanz)
- Mittelwihr (grand cru mandelberg)
- Bennwihr (grand cru marc krein)
- Sigolsheim (grand cru mambourg)
- Kientzheim (renesančni grad, sedež društva svetega Štefana (Etienne); najstarejši grand cru schlossberg – od leta 1975 – in Furstentum)
- Kaysersberg (turistično središče z arhitekturo iz srednjega veka in renesanse, rojstni kraj Alberta Schweitzerja, božični trg)
- Ammerschwihr (srednjeveška utrdba, vinograd Kaefferkopf, golfišče)
- Katzenthal (grand cru wineck-schlossberg)
- Ingersheim (grand cru florimont)
- Niedermorschwihr (grand cru sommerberg)
- Turckheim (turistično središče z utrdbo, srednjeveškim in renesančnim mestnim predelom, grand cru brand)
- Colmar (glavno mesto in kulturno središče)
- Wintzenheim (pet gradov, galoromanska vila, grand cru hengst)
- Wettolsheim (grand cru steingrubler)
- Eguisheim (trije gradovi, srednjeveška arhitektura, dva grand cruja eichberg in pfersigberg)
- Husseren-les-Châteaux
- Vœgtlinshoffen
- Obermorschwihr
- Hattstatt (grand cru hatschbourg)
- Gueberschwihr (grand cru goldert)
- Pfaffenheim
- Rouffach
- Westhalten (vhod v dolino s tremi grand cruji: zinnkoepflé, vorbourg, steinert)
- Soultzmatt (ob vznožju grand cru zinnkoepflé, ki je najvišja točka na poti, 420 metrov)
- Orschwihr (grand cru pfingstberg)
- Bergholtzzell
- Bergholtz
- Guebwiller (edino območje ob vinski cesti s štirimi grand cruji: kessler, kitterlé, saering in spiegel)
- Soultz (trije gradovi, vaška cerkev s Silbermannovimi orglami, renesančne hiše)
- Wuenheim (Hartmannswillerkopf, grand cru ollwiller, ruševine)
- Cernay (izhodišče za gorsko cesto na Vogeze – grebenska pot /route des Crêtes/)
- Thann
- Thann (južna vrata na vinski cesti, grand cru rangen)

## Vinske bratovščine
V Alzaciji je deset vinskih bratovščin (confréries), ki ocenjujejo vino in obredno podeljujejo nagrade. Najstarejša med njimi je bratovščina svetega Štefana (Confrérie St. Etienne) v Kientzheimu, ki podeli mednarodno priznane letne nagrade pečat svetega Štefana v petih kategorijah vina iz vse Alzacije. V zgodovinski kleti bratovščina skladišči 60.000 steklenic; najstarejše vino je iz leta 1834.
Preostale bratovščine so pomembne samo za lokalna vina.

## Enologija in vinska didaktika
V Colmarju je Maison des Vins d'Alsace, preizkuševalnica vina in šola za seminarje za pripravo na enološke izpite. Na voljo je tudi dokumentacijski center za obiskovalce s stalno razstavo, videopredstavitvami in degustacijsko sobo.

## Film
- Alzacija – Severna vinska cesta. Dokumentarni film, Nemčija, 2008, 43,40 minute, scenarij in režija: Willy Meier, produkcija: avdioposnetek, SWR, Reihe: Bilderbuch, Folge 436, Erstsendung: 9. marec 2008, Das Erste, Inhaltsangabe von ARD.
- Alzacija – Južna vinska cesta. Dokumentarni film, Nemčija, 2007, 44,05 minute, scenarij in režija: Willy Meier, produkcija: avdioposnetek, SWR, Reihe: Bilderbuch, Folge 415, Erstsendung: 17. junij 2007, Das Erste, Inhaltsangabe von ARD und von fernsehserien.de.
- Alzaška vinska cesta: Od Thanna do Colmarja. Dokumentarni film, Nemčija, 2000, 28 minut, scenarij in režija: Maria C. Schmitt, produkcija: Saarländischer Rundfunk, Reihe: Fahr mal hin, Filmdaten von WorldCat.